# 光線行列解析
光線行列解析（こうせんぎょうれつかいせき、英 : ray transfer matrix analysis）は、レーザー等の光学系の設計に用いられる光線追跡手法の一種である。ABCD行列解析とも呼ばれる。これは、光学系を光線行列により記述し、光線を表すベクトルにこの行列を乗算することで、系内を進む光線を追跡する手法である。加速器物理学においても、粒子加速器中の磁界を進む粒子を追跡するため、同様の解析手法が用いられる。
以下で述べる手法は、近軸近似を用いている。すなわち、すべての光線は光軸に対して小さな角度で進み、また光軸の近くにあることを仮定している。

## 光線行列の定義

光線追跡(ABCD)行列解析では、光学要素（ここでは厚レンズ）を、入射面での から 出射面での への変化として扱う。

光線追跡は、入射面と出射面と呼ばれる、光軸に垂直な2つの面に基づいて行われる。一般性を失うことなく、光軸が固定座標系の z 軸に一致しているとすることができる。系に入射する光線が入射面と交わる点において、光線は光軸から x1 だけ離れており、光線と光軸のなす角は θ1 であるとする。光線が系内を進み、出射面と交わる点において、光線は光軸から x2 だけ離れており、光線と光軸のなす角は θ2 であるとする。また、入射・出射面中の媒質の屈折率を n1,n2 とする。
このとき、これらの量は、以下の式により関係づけられる。
{\displaystyle {\begin{bmatrix}x_{2}\\\theta _{2}\end{bmatrix}}={\begin{bmatrix}A&B\\C&D\end{bmatrix}}\ {\begin{bmatrix}x_{1}\\\theta _{1}\end{bmatrix}}}
ここで、
{\displaystyle A={x_{2} \over x_{1}}{\bigg |}_{\theta _{1}=0}\qquad B={x_{2} \over \theta _{1}}{\bigg |}_{x_{1}=0}}
また、
{\displaystyle C={\theta _{2} \over x_{1}}{\bigg |}_{\theta _{1}=0}\qquad D={\theta _{2} \over \theta _{1}}{\bigg |}_{x_{1}=0}}
これは、入射面と出射面における光線ベクトルが、2つの面の間の光学系を表す光線行列 M によって関係づけられることを表している。黒体輻射に基づく熱力学的な議論より、光線行列 M の行列式は、屈折率の比により表されることが示される。
{\displaystyle \det(\mathbf {M} )=AD-BC={n_{1} \over n_{2}}}
したがって、入射面と出射面が同一の媒質中にあるか、あるいは異なる媒質であるが同一の屈折率を有している場合には、M の行列式は1となる。
文献によっては、光線行列について異なった定義を用いている。そこでは光学方向余弦 n sinθ を θ の代わりに用いている。これにより、特に屈折に関わる光線行列に変更が生じる。
同様の手法は電気回路の解析にも用いられる。二端子対回路を参照のこと。

## 例
- 例えば、2つの面の間が自由空間であれば、光線行列は以下で与えられる。

{\displaystyle \mathbf {S} ={\begin{bmatrix}1&d\\0&1\end{bmatrix}}}
d は光軸に沿って測った面間の距離である。光線追跡の方程式は以下のようになる。
{\displaystyle {\begin{bmatrix}x_{2}\\\theta _{2}\end{bmatrix}}=\mathbf {S} {\begin{bmatrix}x_{1}\\\theta _{1}\end{bmatrix}}}
よって、入射光線と出射光線の間の関係は、
{\displaystyle {\begin{bmatrix}x_{2}&=&x_{1}+d\theta _{1}\\\theta _{2}&=&\theta _{1}\end{bmatrix}}}
- 他の簡単な例として、薄レンズがある。光線行列は以下で与えられる。

{\displaystyle \mathbf {L} ={\begin{bmatrix}1&0\\{\frac {-1}{f}}&1\end{bmatrix}}}
f はレンズの焦点距離である。光学要素の組み合わせを記述するには、各要素を表す光線行列を掛け合わせて、複合光学系を表す光線行列を得れば良い。例えば、長さ d の自由空間の後に焦点距離 f のレンズがある場合には、
{\displaystyle \mathbf {L} \mathbf {S} ={\begin{bmatrix}1&0\\{\frac {-1}{f}}&1\end{bmatrix}}{\begin{bmatrix}1&d\\0&1\end{bmatrix}}={\begin{bmatrix}1&d\\{\frac {-1}{f}}&1-{\frac {d}{f}}\end{bmatrix}}}
行列の積は交換可能でないので、この行列はレンズの後に自由空間がある場合の光線行列と一致しない。
{\displaystyle \mathbf {SL} ={\begin{bmatrix}1&d\\0&1\end{bmatrix}}{\begin{bmatrix}1&0\\{\frac {-1}{f}}&1\end{bmatrix}}={\begin{bmatrix}1-{\frac {d}{f}}&d\\{\frac {-1}{f}}&1\end{bmatrix}}}

## 光線行列の表
| 光学要素                                     | 光線行列 | 備考 |
| -------------------------------------------- | --- | --- |
| 自由空間／一定の屈折率の媒質中の伝搬         | {\displaystyle {\begin{bmatrix}1&d\\0&1\end{bmatrix}}} | d : 伝搬距離 |
| 平面境界での屈折                             | {\displaystyle {\begin{bmatrix}1&0\\0&{\frac {n_{1}}{n_{2}}}\end{bmatrix}}} | n1 : 入射面の屈折率 n2 : 出射面の屈折率 |
| 曲面境界での屈折                             | {\displaystyle {\begin{bmatrix}1&0\\{\frac {n_{1}-n_{2}}{R\cdot n_{2}}}&{\frac {n_{1}}{n_{2}}}\end{bmatrix}}} | R = 曲率半径, R > 0 は凸面(曲率中心が境界の後ろ)を表す n1 : 入射面の屈折率 n2 : 出射面                                                                                        |
| 平面鏡での反射                               | {\displaystyle {\begin{bmatrix}1&0\\0&1\end{bmatrix}}} | 光軸に垂直な鏡でのみ成立 |
| 曲面鏡での反射                               | {\displaystyle {\begin{bmatrix}1&0\\-{\frac {2}{R_{e}}}&1\end{bmatrix}}} | Re = R cosθ : タンジェンシャル面(水平方向)における実効曲率半径 Re = R/cosθ : サジタル面(垂直方向)における実効曲率半径 R : 曲率半径, R > 0 は凸面 θ : 水平面に対する鏡の入射角 |
| 薄レンズ                                     | {\displaystyle {\begin{bmatrix}1&0\\-{\frac {1}{f}}&1\end{bmatrix}}} | f : 焦点距離, f > 0 は凸／正(収束)レンズを表す 焦点距離がレンズの厚みよりも十分大きい場合のみ成立                                                                             |
| 厚レンズ                                     | {\displaystyle {\begin{bmatrix}1&0\\{\frac {n_{2}-n_{1}}{R_{2}n_{1}}}&{\frac {n_{2}}{n_{1}}}\end{bmatrix}}\ {\begin{bmatrix}1&t\\0&1\end{bmatrix}}\ {\begin{bmatrix}1&0\\{\frac {n_{1}-n_{2}}{R_{1}n_{2}}}&{\frac {n_{1}}{n_{2}}}\end{bmatrix}}} | n1 : レンズ外の屈折率, n2 : レンズ内の屈折率 R1 : 第1面の曲率半径, R2 : 第2面の曲率半径 t : レンズの厚さ                                                                      |
| 単一直角プリズム                             | {\displaystyle {\begin{bmatrix}k&{\frac {d}{nk}}\\0&{\frac {1}{k}}\end{bmatrix}}} | k = cosψ/cosφ : ビーム拡大率 φ : 入射角, ψ : 屈折角, d : プリズム長 n : プリズム材質の屈折率                                                                                  |
| r 個の直角プリズムからなるビームエキスパンダ | {\displaystyle {\begin{bmatrix}M&B\\0&{\frac {1}{M}}\end{bmatrix}}} | M はビーム拡大倍率を表し、 {\displaystyle M=k_{1}k_{2}k_{3}...k_{r}} で与えられる B は光の総伝搬距離を表す                                                                    |

## 共振器の安定性
光線行列解析は、レーザーで使われるような光共振器内での光の状態を表現するのに有効である。最も簡単な例として、反射率 100%、曲率半径 R の2枚の鏡が、距離 d だけ離れて対向している共振器を考える。これは、焦点距離 f = R/2 の同一の薄レンズが距離 d だけ離れて一列に並んでいるのと等価である。これは共振器に等価なレンズ導波路として知られている。導波路の各繰り返し要素の光線行列は、上で述べたとおり、
{\displaystyle \mathbf {M} =\mathbf {L} \ \mathbf {S} ={\begin{bmatrix}1&d\\{\frac {-1}{f}}&1-{\frac {d}{f}}\end{bmatrix}}}
光線行列解析を用いればは、導波路(と、それに等価な共振器)の安定性を判定することができる。つまり、光が導波路内で周期的に集光され、導波路に沿って進むためには、いかなる条件が必要かを調べることができる。このためには、系の"固有光線"を求めれば良い。すなわち、導波路の繰り返し要素について、入射光線ベクトルに係数 λ をかけたものが、出射光線ベクトルに一致すれば良い。よって、
{\displaystyle \mathbf {M} {\begin{bmatrix}x_{1}\\\theta _{1}\end{bmatrix}}={\begin{bmatrix}x_{2}\\\theta _{2}\end{bmatrix}}=\lambda {\begin{bmatrix}x_{1}\\\theta _{1}\end{bmatrix}}}
これは固有値方程式を与える。
{\displaystyle \left[\mathbf {M} -\lambda \mathbf {I} \right]{\begin{bmatrix}x_{1}\\\theta _{1}\end{bmatrix}}=0}
I は2×2の単位行列である。
光線行列の固有値を求める。式
{\displaystyle \operatorname {det} \left[\mathbf {M} -\lambda \mathbf {I} \right]=0}
は、固有方程式
{\displaystyle \lambda ^{2}-\operatorname {tr} (\mathbf {M} )\lambda +\operatorname {det} (\mathbf {M} )=0}
に書き換えられる。ここで、
{\displaystyle \operatorname {tr} (\mathbf {M} )=A+D=2-{d \over f}}
は光線行列のトレースであり、また
{\displaystyle \operatorname {det} (\mathbf {M} )=AD-BC=1}
は光線行列の行列式である。ここで、安定性パラメータ
{\displaystyle g\ {\stackrel {\mathrm {def} }{=}}\ {\operatorname {tr} (\mathbf {M} ) \over 2}=1-{d \over 2f}}
を導入すると、固有方程式は、
{\displaystyle \lambda ^{2}-2g\lambda +1=0}
二次方程式の解の公式より、固有値は、
{\displaystyle \lambda _{\pm }=g\pm {\sqrt {g^{2}-1}}\,}
ここで、N 回繰り返し要素を通過した後の光線を考える。
{\displaystyle {\begin{bmatrix}x_{N}\\\theta _{N}\end{bmatrix}}=\lambda ^{N}{\begin{bmatrix}x_{0}\\\theta _{0}\end{bmatrix}}}
導波路が安定であるならば、いかなる光線も光軸より遠方へと離れては行かないので、 {\displaystyle \lambda ^{N}} は発散しない。ここで、 {\displaystyle g^{2}>1} としよう。このとき、2つの固有値はいずれも実数である。 {\displaystyle \lambda _{+}\lambda _{-}=1} であるので、一方の固有値は絶対値で1よりも大きくならなくてはならない。これは、この固有ベクトルに対応する光線は収束しないことを表している。ゆえに、安定な導波路においては、{\displaystyle g^{2}\leq 1}であり、また固有値は複素数にて表される。
{\displaystyle \lambda _{\pm }=g\pm i{\sqrt {1-g^{2}}}=\cos(\phi )\pm i\sin(\phi )=e^{\pm i\phi }}
ただし{\displaystyle g=\cos {\phi }}と置換した。
{\displaystyle g^{2}<1}において、固有値 {\displaystyle \lambda _{+}}, {\displaystyle \lambda _{-}} に属する固有ベクトルを {\displaystyle r_{+}}, {\displaystyle r_{-}} とする。 {\displaystyle \lambda _{+}} ≠ {\displaystyle \lambda _{-}} より固有ベクトルは直交しているので、全ベクトル空間を張る。よって、入射光の光線ベクトルは、 {\displaystyle c_{+}}, {\displaystyle c_{-}} を用いて
{\displaystyle c_{+}r_{+}+c_{-}r_{-}}
と表される。 N 回繰り返し要素を通過した後の出力光は、
{\displaystyle \mathbf {M} ^{N}(c_{+}r_{+}+c_{-}r_{-})=\lambda _{+}^{N}c_{+}r_{+}+\lambda _{-}^{N}c_{-}r_{-}=e^{iN\phi }c_{+}r_{+}+e^{-iN\phi }c_{-}r_{-}}
これは周期関数を表している。

## 光線行列によるガウシアンビームの追跡
光線行列による定式化は、ガウシアンビームを表現するのにも便利である。波長 λ0 、曲率半径 R (発散方向を正、収束方向を負とする)、ビーム径を w、屈折率を n とすると、複素ビームパラメータ qを
{\displaystyle {\frac {1}{q}}={\frac {1}{R}}-{\frac {i\lambda _{0}}{\pi nw^{2}}}}
により定義することができる。ただし R, w, q は位置の関数である。ビームの軸を z 方向とし、ビームウエストの位置を z0 、レイリー長を zR とすると、この式は以下と等価である。
{\displaystyle q=(z-z_{0})+iz_{R}}
q で表されるビームの伝搬は、光線行列を用いて以下のように表される。
{\displaystyle {\begin{bmatrix}q_{2}\\1\end{bmatrix}}=k{\begin{bmatrix}A&B\\C&D\end{bmatrix}}\ {\begin{bmatrix}q_{1}\\1\end{bmatrix}}}
k は、光線ベクトルの第2要素を1に維持するための規格化定数である。式を展開すると、
{\displaystyle q_{2}=k(Aq_{1}+B),\qquad 1=k(Cq_{1}+D)\,}
第1式を第2式で割り、規格化定数を消去すると、
{\displaystyle q_{2}={\frac {Aq_{1}+B}{Cq_{1}+D}}}
あるいは、逆数を用いて書き直すと、
{\displaystyle {1 \over q_{2}}={C+D/q_{1} \over A+B/q_{1}}}

### 例: 自由空間
自由空間を距離 d だけ進むビームを考える。光線行列は、
{\displaystyle {\begin{bmatrix}A&B\\C&D\end{bmatrix}}={\begin{bmatrix}1&d\\0&1\end{bmatrix}}}
したがって、
{\displaystyle q_{2}={\frac {Aq_{1}+B}{Cq_{1}+D}}={\frac {q_{1}+d}{1}}=q_{1}+d}
これは、ガウシアンビームが {\displaystyle q=(z-z_{0})+iz_{R}} と表されることと合致している。ビームの伝搬に伴い、曲率半径とビーム径の両方が変化する。

### 例: 薄レンズ
焦点距離 f の薄レンズを通過するビームを考える。光線行列は、
{\displaystyle {\begin{bmatrix}A&B\\C&D\end{bmatrix}}={\begin{bmatrix}1&0\\-1/f&1\end{bmatrix}}}
したがって、
{\displaystyle q_{2}={\frac {Aq_{1}+B}{Cq_{1}+D}}={\frac {q_{1}}{-{\frac {q_{1}}{f}}+1}}}
{\displaystyle {\frac {1}{q_{2}}}={\frac {-{\frac {q_{1}}{f}}+1}{q_{1}}}={\frac {1}{q_{1}}}-{\frac {1}{f}}}
1/q の実部のみが変化している。すなわち、曲率半径の逆数は 1/f だけ減少しているが、ビーム径は薄レンズの両側で変化しない。

## 高次の行列
3×3、4×4、6×6といった高次の行列も光学解析に用いられている。特に、4×4行列は、フェムト秒レーザーのパルス圧縮のためのプリズム列の設計や解析に用いられている。